# Râul Ociu
Râul Ociu este un curs de apă, afluent al râului Crișul Alb. 

## Hărți
- Harta interactivă județul Arad
- Harta județului Hunedoara
- Harta munții Apuseni
- Harta munții Bihor